# Anacroneuria planicollis
Anacroneuria planicollis är en bäcksländeart som beskrevs av František Klapálek 1923. Anacroneuria planicollis ingår i släktet Anacroneuria och familjen jättebäcksländor. Inga underarter finns listade i Catalogue of Life.